# Suguru Ito
Suguru Ito (伊藤 卓, 7 de setembre de 1975) és un exfutbolista del Japó.
L'abril de 1995, va ser seleccionat per la selecció nacional sub-20 del Japó per al Campionat Mundial juvenil de 1995.
Comença la seua carrera professional al Nagoya Grampus Eight el 1996. Ha jugat als clubs Kyoto Purple Sanga, Vegalta Sendai i Shonan Bellmare i es va retirar a finals de la temporada 2001.